# Kupfercoulometer

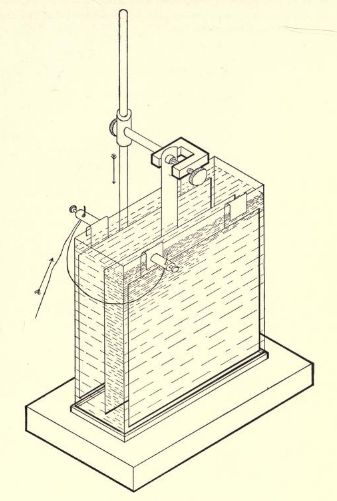
Kupfercoulometer mit drei rechteckigen Kupferplatten in einem rechteckigen Glasgefäß. Die beiden äußeren Kupferplatten sind elektrisch miteinander verbunden, die innere Platte ist die Kathode, d. h. mit dem Minuspol verbunden.

Das Kupfercoulometer ist – wie alle Coulometer – ein historisches Gerät, mit dessen Hilfe elektrische Ladungen und konstante Stromstärken im Gleichstromkreis bestimmt wurden. Es wurde in der Zeit ab etwa 1880 bis nach der Mitte des 20. Jahrhunderts häufig benutzt. Insbesondere wurden Kupfercoulometer für größere Stromstärken benutzt, für die die genaueren Silbercoulometer geeigneter Größe sehr teuer gewesen wären. Wie alle Coulometer hat das Kupfercoulometer heute kaum mehr eine praktische Bedeutung, es wird nur noch für Schulungen verwendet.

## Funktion
Das Kupfercoulometer enthält mindestens zwei Kupferbleche oder -platten als Elektroden, welche sich in einer leicht sauren Kupfer(II)-sulfat-Lösung befinden. Durch den Stromfluss durch die in Reihe geschaltete Zelle wird Kupfer an der positiven Kupferelektrode (Anode) aufgelöst, und an der Kupfer-Kathode kommt es zur Abscheidung von Kupfer aus der Lösung. Aus der mit einer Waage ermittelten Massenänderung der getrockneten Kupferelektroden kann die Gesamtmenge an übertragener elektrischer Ladung berechnet werden. Bei konstanter Stromstärke wird diese aus der bekannten Elektrolysedauer berechnet.
Der Elektrolyt bestand zumeist aus 150 g Kupfersulfat, 50 g Schwefelsäure, 50 g Ethanol und 1000 g Wasser.

## Historisches
Das Kupfercoulometer, im 19. Jahrhundert Kupfervoltameter genannt, war in Deutschland spätestens 1883 bekannt, in England spätestens 1886. Die oben angegebene Elektrolytzusammensetzung wurde 1893 in einer Veröffentlichung von Felix Oettel empfohlen; der Elektrolyt aus Kupfersulfat CuSO4, Schwefelsäure H2SO4, Ethanol C2H5OH und Wasser H2O wird daher auch Oettelsche Lösung genannt.

## Varianten
Als Kathode, auf der das Kupfer abgeschieden wurde, wurde für genauere Messungen auch Platinblech benutzt.
Insbesondere bei großen Strömen ist es vorteilhaft, ein Kathodenblech aus Edelstahl zu verwenden, da dieses das Gewicht des abgeschiedenen Kupfers besser tragen kann, und da es möglich ist, das abgeschiedene Kupfer vom Stahl abzuziehen und zusammengefaltet zu wiegen.

## Reaktionsgleichungen
Anode (Pluspol, Oxidation)
{\displaystyle \mathrm {Cu\longrightarrow Cu^{2+}+2\ e^{-}\qquad bzw.\qquad Cu_{(s,Anode)}+SO_{4}^{2-}\longrightarrow CuSO_{4(aq)}+2\ e^{-}} }
Kathode (Minuspol, Reduktion)
{\displaystyle \mathrm {Cu^{2+}+2\ e^{-}\longrightarrow Cu\qquad bzw.\qquad CuSO_{4(aq)}+2\ e^{-}\longrightarrow Cu_{(s,Kathode)}+SO_{4}^{2-}} }
Gesamtvorgang
{\displaystyle \mathrm {Cu_{Anode}\longrightarrow Cu_{Kathode}} }
Die Gesamtkonzentration der Lösung und die Gesamtmasse an Kupfer ändern sich nicht.

## Ladungsberechnung
Nach den Faradayschen Gesetzen ist die übertragene elektrische Ladung Q der Massenänderung proportional:
{\displaystyle Q={\frac {\Delta \ m\cdot z\cdot F}{M}}={\frac {\Delta \ m}{{\ddot {A}}_{e}}}}
mit
Δm: Masseänderung der Kupfer-Kathode, ermittelt mit einer möglichst genauen Waage
z: Anzahl übertragener Elektronen pro Teilchen; für Cu/Cu2+ ist z = 2.
F: Faraday-Konstante (≈ 96.485,3 As/mol)
M: molare Masse; für Kupfer: M =  63,546 g/mol
Äe: Elektrochemisches Äquivalent, Äe = M/(z·F); für Kupfer: Äe = 0,3293 mg/As.